# Weidacherbach
Der Weidacherbach ist ein rund 1,6 Kilometer langer, linker Nebenfluss des Holzmannbaches in der Steiermark.

## Verlauf
Der Weidacherbach entsteht im westlichen Teil der Gemeinde Kainach bei Voitsberg im westlichen Teil der Katastralgemeinde Kainach an einem Hang nordöstlich des Hofes Schober im Licht. Er fließt im oberen Drittel in einem Linksbogen, danach relativ gerade nach Nordosten, ehe er etwa 200 Meter vor seiner Mündung auf Südostkurs schwenkt. Insgesamt fließt der Weidacherbach nach Südosten. Er mündet im Westen der Gemeinde Kainach bei Voitsberg und der Katastralgemeinde Kainach, nordwestlich der Streusiedlung Breitenbach, südöstlich des Hofes Klement und westlich des Hofes Jansel etwa 30 Meter westlich der Landesstraße L 341, der Kainacherstraße, von links in den Holzmannbach, der unmittelbar danach nach rechts abbiegt.
Auf seinem Lauf nimmt der Weidacherbach von links drei sowie von rechts vier kleinere und unbenannte Wasserläufe auf.